# Stazione di Merana
Stazione di Merana vasútállomás Olaszországban, Merana településen.

## Vasútvonalak
Az állomást az alábbi vasútvonalak érintik:
- Alessandria–San Giuseppe di Cairo-vasútvonal

## Kapcsolódó állomások
A vasútállomáshoz az alábbi állomások vannak a legközelebb:
- Stazione di Piana
- Stazione di Spigno